# 桑德韦勒
桑德韦勒（德语、法语、卢森堡语：Sandweiler）是卢森堡南部的一个市镇和城镇，位于卢森堡城以东5（3.1英里）。 
卢森堡机场（卢森堡唯一的国际机场及欧洲第五繁忙的货运机场）在该地具有重要地位，该机场位于桑德韦勒镇的北部和西部。该地也是桑德韦勒德军战争公墓的所在地。市镇被森林包围。 
对于该市镇来说，交通是一个大问题，因为该地位于通往德国的主要道路上，过多的通勤者会在早间造成交通拥堵。巴士专用道的提供使交通问题更加恶化，这减少了汽车的可用空间。

## 经济
卢森堡航空和卢森堡国际货运航空的总部设在桑德韦勒的卢森堡芬德尔机场。
杜邦帝人薄膜公司（DuPont Teijin Films）的总部位于桑德韦勒。 